# Klekovci
Klekovci (cyr. Клековци) – wieś w Bośni i Hercegowinie, w Republice Serbskiej, w gminie Kozarska Dubica. W 2013 roku liczyła 320 mieszkańców.